# 安立清史
安立 清史（あだち きよし、1957年4月12日 - ）は、日本の社会福祉学者、九州大学名誉教授。

## 略歴
群馬県生まれ。1976年群馬県立高崎高等学校卒業。1981年東京大学文学部社会学科卒、1987年同大学院社会学研究科博士課程単位取得満期退学、日本社会事業大学助教授、1996年九州大学文学部助教授を経て、2010年同人間環境学研究院教授。2023年定年退任にともない、九州大学名誉教授。

## 著書
- 『市民福祉の社会学 高齢化・福祉改革・NPO』ハーベスト社 1998
- 『福祉NPOの社会学』東京大学出版会 2008

### 共編著
- 『高齢者NPOが社会を変える』田中尚輝共著 岩波ブックレット 2000
- 『社会学』 (社会福祉士養成テキストブック）杉岡直人共編著 ミネルヴァ書房 2001
- 『ニューエイジング 日米の挑戦と課題』小川全夫共編 九州大学出版会 2001
- 『介護系NPOの最前線 全国トップ16の実像』田中尚輝,浅川澄一共著 ミネルヴァ書房(Minerva福祉ライブラリー  2003

## 論文
- <安立清史